# Унтер-офицер (Финляндия)
Унтер-офицер (фин. Aliupseeri) — категория воинских звании, занимающая промежуточное положение между офицерами и рядовым составом. Унтер-офицеры относятся к младшему командному составу.

## Общие сведения

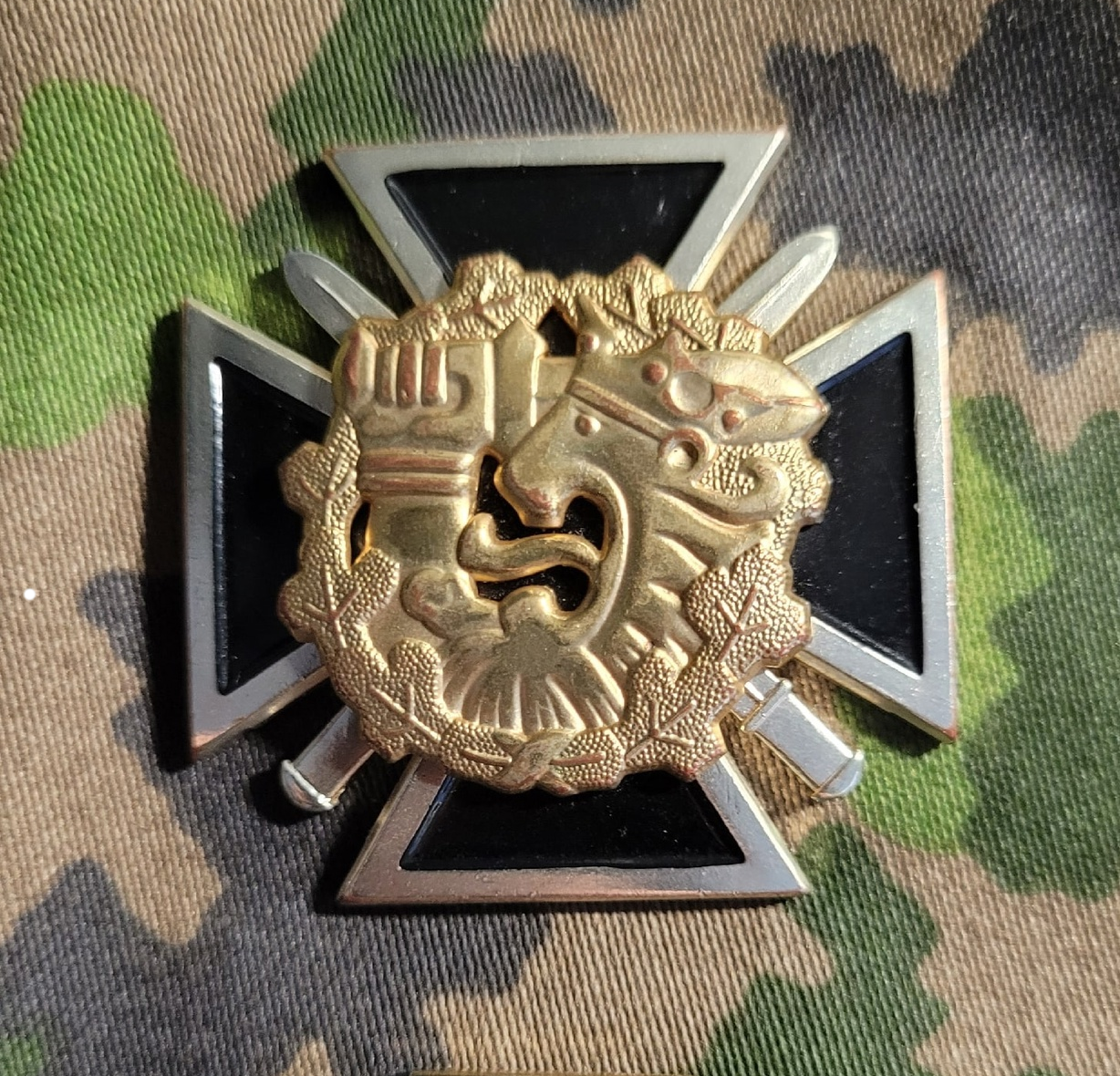
Унтер-офицерский Крест

Задачи унтер-офицеров различаются в разных вооружённых силах. Как правило, они требуют профессионального или среднего специального образования, позволяющего выполнять как руководящие, так и требующие особых знаний в военных обязанностях. Наиболее распространённая должность унтер-офицера в Силах обороны Финляндии — учебный унтер-офицер (фин. opetusaliupseeri), работающий в основном в ротах и батальонах в качестве инструкторов для срочников. По результатам службы и дополнительного обучения возможен карьерный рост до более ответственных, в том числе оперативных должностей.
Как правило, командиры отделений и специалисты тылового обеспечения имеют звание унтер-офицера. В этом звании служат также военные специалисты, чьи должности требуют более высокой подготовки, чем обычное обучение для рядового состава, или носят оперативный характер, даже если у них нет подчинённых. Примером являются оружейники (фин. aseseppä) и унтер-офицеры по электронике (фин. elektroniikka-aliupseeri), унтер-офицеры спасатели (фин. pelastusaliupseerit) и мастера-спасатели (фин. pelastusmestarit). Старшие унтер-офицеры чаще всего выполняют функции инструкторов или занимаются практической работой в штабах.
Финляндии унтер-офицеры могут поступить на офицерское обучение в Академию национальной обороны Финляндии при наличии права на поступление в высшую школу.

## Унтер-офицеры в Силах обороны Финляндии
В Силах обороны Финляндии установлены следующие воинские звания для унтер-офицеров:

Курсант унтер-офицер
Курсант унтер-офицер капрал
Младший сержант
Сержант
Старший сержант
Фельдфебель
Старший фельдфебель
Сотиласместари

## Историческое развитие
В армии старого строя и в белой армии (Шюцкор) времён гражданской войны термин «унтер-офицер» существовал как самостоятельное воинское звание. В 27-й Королевском Прусском егерском батальоне, воевавшем в составе германской армии, 11 февраля 1918 года в это звание было произведено 423 человека.
В первых официальных постановлениях о воинских званиях от 11 апреля 1918 года термин Унтер-офицер (фин. aliupseeri) был заменён на Сержант (фин. kersantti). В июле 1918 года были изданы новые приказы, где сохранилось название kersantti, однако ниже него было введено новое звание, (фин. nuorempi aliupseeri) младший унтер-офицер.
В 1920-е годы высшим званием для унтер-офицеров был Фельдфебель, а окончившие (фин. kapitulanttikoulu) школу для кадровых подофицеров начинали службу в звании kersantti. Повышение до Фельдфебеля было сравнительно быстрым, однако дальнейшее продвижение оказывалось затруднительным, что вызывало недовольство среди наиболее способных унтер-офицеров. Для решения этой проблемы в 1930-х годах было введено звание (фин. erikoismestari) мастер-специалист, существовавшее в отдельных родах войск (например, фин. panssarimestari мастер-танкист). Знаком различия служила большая горизонтальная сабля на петлицах.
После Второй мировой войны звание мастер-специалист было заменено на Сотиласместари, которое существовало во всех родах войск. Для улучшения карьерного роста также было введено звание Старший Фельдфебель, находившееся между Фельдфебелем и Сотиласместари. В то же время в офицерском корпусе было создано звание (фин. Yliluutnantti) Старший лейтенант.
В 1960-е годы корпус унтер-офицеров активно боролся за повышение статуса, уровня подготовки и оплаты труда. В результате кадровые унтер-офицеры были преобразованы в (фин. toimiupseerit) служебные офицеры, чья карьера позволяла повышаться от Старшего сержанта до Старшего лейтенанта в исключительных случаях  до Капитана.
С 1 января 2007 года из числа контрактников (фин. sotilasammattihenkilöt) был создан новый корпус унтер-офицеров. Их стали рекрутировать преимущественно для службы инструкторами отделений, в военную полицию, в охранные и технические подразделения. Постепенно унтер-офицерам начали передавать задачи бывших (фин. opistoupseerit) офицеров-инструкторов, должности которых упразднялись.

## См.также
- Союз унтер-офицеров
- Школа унтер-офицеров (Финляндия)